# Гай Корнелий
Вижте пояснителната страница за други личности с името Гай Корнелий.
Гай Корнелий (на латински: Caius Cornelius) e политик на Римската република през 4 век пр.н.е. Той е консулски военен трибун през 387 пр.н.е..